# Igor Fédorovitch Bobilev
Igor Fédorovitch Bobilev (né en 1913 et mort en 2000) est un zootechnicien soviétique, devenu vice-président de la Fédération soviétique des sports équestres, et qui a travaillé pour la Fédération équestre internationale. Il est connu pour avoir organisé tous les défilés de chevaux sous Staline, et en particulier le défilé de 1945 sur la place Rouge.

## Biographie
D'origine modeste, après l'obtention de son diplôme à l'académie vétérinaire de Moscou, en 1936, il est nommé zootechnicien en chef de l'armée Timiriazev. Il est nommé colonel pendant la Seconde Guerre mondiale. Son service militaire se déroule principalement à Moscou, dans le manège du Commissariat du peuple à la défense de l'URSS. En 1942, Igor Fédorovitch est diplômé de la faculté vétérinaire de l'Académie vétérinaire militaire de l'armée soviétique. Il témoigne avoir été impliqué dans le choix du cheval blanc du défilé de 1945 sur la Place Rouge. De retour à la vie civile, il est nommé enseignant d'hippologie. Il dirige aussi le département d'élevage de chevaux de l'Académie vétérinaire. Igor Fédorovitch, jusqu'à la mort de Staline, était officiellement chargé de préparer les chevaux pour tous les défilés.
En parallèle, il travaille à l'organisation des sports équestres en URSS. Il devient le vice-président de la Fédération soviétique des sports équestres (FKSS), qu'il représente auprès de la Fédération équestre internationale (FEI). 
Il préside la commission vétérinaire permanente de la FEI entre 1966 (ou 1971) et 1991. En 2017, le président de la FEI Ingmar de Vos l'a remercié pour toutes ses contributions au monde des sports équestres.
Jean-Louis Gouraud, qui l'a rencontré au terme de son voyage à cheval entre Paris et Moscou, le décrit comme un homme grand, mince, d'une grande classe, avec un port aristocratique. À la FEI, Bobilev est un ami proche du prince Philip.

## Publications
Igor Bobilev est l'auteur d'une cinquantaine de publications scientifiques. Il collabore aussi régulièrement au principal magazine équestre russe. 
- Le Grand livre du cheval en Russie, Lausanne, 1977[10]
- Les Cavaliers de la place rouge, Moscou, 2000[10]